# Diagonalizacja endomorfizmu
Diagonalizacja endomorfizmu {\displaystyle f} skończenie wymiarowej przestrzeni wektorowej {\displaystyle V} – proces znajdowania bazy {\displaystyle B} przestrzeni {\displaystyle V,} w której macierz {\displaystyle M_{f}(B)} jest diagonalna.
Endomorfizm nazywamy diagonalizowalnym, jeśli taka baza istnieje.

## Wektory własne
Niech {\displaystyle \dim V=n<\infty .} Endomorfizm {\displaystyle f\colon V\longrightarrow V} jest diagonalizowalny wtedy i tylko wtedy, gdy istnieje baza {\displaystyle B} przestrzeni {\displaystyle V} złożona z wektorów własnych tego endomorfizmu.
Dowód
Diagonalizowalność endomorfizmu {\displaystyle f} jest równoważna istnieniu w przestrzeni {\displaystyle V} „diagonalnej” bazy {\displaystyle B=\{v_{1},v_{2},\dots ,v_{n}\},} dla której
{\displaystyle M_{f}(B)={\begin{bmatrix}\lambda _{1}&0&\dots &0\\0&\lambda _{2}&\dots &0\\\vdots &\vdots &\ldots &\vdots \\0&0&\dots &\lambda _{n}\end{bmatrix}}.}
Ponieważ w tej bazie {\displaystyle i}-ta kolumna macierzy endomorfizmu jest układem współrzędnych wektora {\displaystyle f(v_{i})} w bazie {\displaystyle B=\{v_{1},v_{2},\dots ,v_{n}\},} tzn.
{\displaystyle f(v_{i})=0\cdot v_{1}+0\cdot v_{2}+\ldots +0\cdot v_{i-1}+\lambda _{i}v_{i}+0\cdot v_{i+1}+\ldots +0\cdot v_{n}=\ \lambda _{i}v_{i},}
więc wszystkie wektory {\displaystyle v_{1},v_{2},\dots ,v_{n}} są wektorami własnymi endomorfizmu {\displaystyle f} {\displaystyle \blacksquare .}
Wniosek
Jeżeli {\displaystyle f} jest endomorfizmem diagonalizowalnym i {\displaystyle D=M_{f}(B)} jest macierzą diagonalną, to baza {\displaystyle B} składa się z wektorów własnych endomorfizmu {\displaystyle f,} a przekątna macierzy {\displaystyle D} składa się z (niekoniecznie różnych) wartości własnych endomorfizmu {\displaystyle f} (z zachowaniem odpowiedniej kolejności).

## Warunek wystarczający na diagonalizowalność endomorfizmu
Niech {\displaystyle \dim V=n.} Warunkiem wystarczającym na diagonalizowalność endomorfizmu {\displaystyle f\colon V\longrightarrow V} jest, aby wielomian charakterystyczny endomorfizmu {\displaystyle f} miał n różnych wartości własnych.
Uwaga:
Jeżeli {\displaystyle \lambda _{0}} jest wartością własną endomorfizmu {\displaystyle f} o krotności {\displaystyle k_{0}} (jako pierwiastka wielomianu charakterystycznego), to dla podprzestrzeni {\displaystyle V_{0}} odpowiadającej wartości własnej {\displaystyle \lambda _{0}{:}}
{\displaystyle 1\leqslant \dim V_{0}\leqslant k_{0}.}
Liczbą {\displaystyle k_{0}} nazywamy wówczas krotnością algebraiczną, a liczbę {\displaystyle \dim V_{0}} nazywamy krotnością geometryczną wartości własnej {\displaystyle \lambda _{0}.}

## Warunek konieczny i wystarczający na diagonalizowalność endomorfizmu
Niech {\displaystyle \dim V=n.} Endomorfizm {\displaystyle f\colon V\longrightarrow V} jest diagonalizowalny wtedy i tylko wtedy, gdy:
- wielomian charakterystyczny endomorfizmu {\displaystyle f} ma postać {\displaystyle \Delta (\lambda )=(\lambda _{1}-\lambda )^{k_{1}}\cdot (\lambda _{2}-\lambda )^{k_{2}}\cdot \ldots \cdot (\lambda _{p}-\lambda )^{k_{p}},}

gdzie {\displaystyle k_{1}+k_{2}+\ldots +k_{p}=n} oraz {\displaystyle \lambda _{i}\neq \lambda _{j}} dla {\displaystyle i,j\in \{1,2,\dots ,p\},\ i\neq j,}
- {\displaystyle V=V_{1}\oplus V_{2}\oplus \ldots \oplus V_{p},}

gdzie {\displaystyle V_{i}<V} jest podprzestrzenią przestrzeni {\displaystyle V} odpowiadającą wartości własnej {\displaystyle \lambda _{i}} oraz {\displaystyle \dim V_{i}=k_{i}.}

## Przykład
Diagonalizacja endomorfizmu {\displaystyle f\colon \mathbb {R} ^{3}\ni (x_{1},x_{2},x_{3})\longrightarrow (-x_{1}-3x_{3},3x_{1}+2x_{2}+3x_{3},-3x_{1}-x_{3})\in \mathbb {R} ^{3}{:}}
Niech {\displaystyle B} będzie bazą kanoniczną w {\displaystyle \mathbb {R} ^{3}}
{\displaystyle A=M_{f}(B)={\begin{bmatrix}-1&0&-3\\3&2&3\\-3&0&-1\end{bmatrix}}.}
Niech {\displaystyle \Delta (\lambda )} będzie wielomianem charakterystycznym macierzy {\displaystyle A}
{\displaystyle \Delta (\lambda )={\begin{vmatrix}-1-\lambda &0&-3\\3&2-\lambda &3\\-3&0&-1-\lambda \end{vmatrix}}=-(\lambda -2)^{2}\cdot (\lambda +4).}
Wówczas
{\displaystyle \lambda _{1}=2,\ \ k_{1}=2,}
{\displaystyle \lambda _{2}=-4,\ \ k_{2}=1.}
Konstrukcja przestrzeni własnej {\displaystyle V_{1}} odpowiadającej wartości własnej {\displaystyle \lambda _{1}=2{:}}
{\displaystyle {\begin{bmatrix}-3&0&-3\\3&0&3\\-3&0&-3\end{bmatrix}}\cdot {\begin{bmatrix}x_{1}\\x_{2}\\x_{3}\end{bmatrix}}={\begin{bmatrix}0\\0\\0\end{bmatrix}}\ \ \Leftrightarrow \ -3x_{1}-3x_{3}=0\ \Leftrightarrow \ x_{1}=-x_{3}.}
Stąd
{\displaystyle V_{1}=\{(-\alpha ,\beta ,\alpha ):\alpha ,\beta \in \mathbb {R} \}=\{\alpha (-1,0,1)+\beta (0,1,0):\alpha ,\beta \in \mathbb {R} \}=\operatorname {Lin} \{(-1,0,1),(0,1,0)\}.}
Wektory {\displaystyle (-1,0,1),(0,1,0)} są oczywiście liniowo niezależne i stanowią bazę {\displaystyle B_{1}} przestrzeni {\displaystyle V_{1}.}
Konstrukcja przestrzeni własnej {\displaystyle V_{2}} odpowiadającej wartości własnej {\displaystyle \lambda _{2}=-4{:}}
{\displaystyle {\begin{bmatrix}3&0&-3\\3&6&3\\-3&0&3\end{bmatrix}}\cdot {\begin{bmatrix}x_{1}\\x_{2}\\x_{3}\end{bmatrix}}={\begin{bmatrix}0\\0\\0\end{bmatrix}}\ \ \Leftrightarrow \ 3x_{1}-3x_{3}=0\ \wedge \ 3x_{1}+6x_{2}+3x_{3}=0\Leftrightarrow \ x_{1}=x_{3}\ \wedge \ x_{1}=-x_{2}.}
Stąd
{\displaystyle V_{2}=\{(\alpha ,-\alpha ,\alpha ):\alpha \in \mathbb {R} \}=\{\alpha (1,-1,1)):\alpha \in \mathbb {R} \}=\operatorname {Lin} \{(1,-1,1)\}.}
Wektor {\displaystyle (1,-1,1)} jest bazą {\displaystyle B_{2}} przestrzeni {\displaystyle V_{2}.}
Ostatecznie
- {\displaystyle \dim V_{1}=2=k_{1},}
- {\displaystyle \dim V_{2}=1=k_{2},}

więc {\displaystyle f} jest endomorfizmem diagonalizowalnym.